# Надеждівська сільська рада (Криворізький район)
Наде́ждівська сільська́ ра́да — орган місцевого самоврядування у Криворізькому районі Дніпропетровської області. Адміністративний центр — село Надеждівка.

## Загальні відомості
- Населення ради: 1 298 осіб (станом на 2001 рік)

## Населені пункти
Сільській раді підпорядковані населені пункти:
- с. Надеждівка
- с. Братсько-Семенівка
- с. Маяк
- с-ще Пичугине

## Склад ради
Рада складається з 16 депутатів та голови.
- Голова ради: Ганець Ірина Федорівна
- Секретар ради: Михайлець Тетяна Іванівна

### Керівний склад попередніх скликань
| Прізвище, ім'я, по батькові | Основні відомості                                                         | Дата обрання | Дата звільнення |
| --------------------------- | ------------------------------------------------------------------------- | ------------ | --------------- |
| Ганець Ірина Федорівна      | Сільський голова, 1960 року народження, освіта вища, член Народної партії | 26.03.2006   | 31.10.2010      |
| Ганець Ірина Федорівна      | Сільський голова, 1960 року народження, освіта вища, член Партії регіонів | 31.10.2010   |                 |

Примітка: таблиця складена за даними сайту Верховної Ради України

### Депутати
За результатами місцевих виборів 2010 року депутатами ради стали:

#### За суб'єктами висування
| Суб'єкт висування | Кількість обраних депутатів | %    |
| ----------------- | --------------------------- | ---- |
| Партія регіонів   | 14                          | 87,5 |
| Самовисування     | 2                           | 12,5 |

#### За округами
| № округу        | Прізвище, ім'я, по батькові      | Дата визнання обраним | Освіта  | Партійна приналежність | Відомості про обраного депутата                           |
| --------------- | -------------------------------- | --------------------- | ------- | ---------------------- | --------------------------------------------------------- |
| Партія регіонів |                                  |                       |         |                        |                                                           |
| 1               | Стасишина Світлана Анатоліївна   | 02.11.2010            | вища    | член Партії регіонів   | Надеждівська сільська рада, землевпорядник                |
| 3               | Бондарь Тетяна Олексіївна        | 02.11.2010            | вища    | член Партії регіонів   | Надеждівська сільська рада, заступник голови              |
| 4               | Ткачук Наталя Іванівна           | 02.11.2010            | середня | член Партії регіонів   | Надеждівський сільський будинок культури, директор        |
| 5               | Савчук Алла Володимирівна        | 02.11.2010            | вища    | член Партії регіонів   | пенсіонер                                                 |
| 6               | Конєва Лариса Валентинівна       | 02.11.2010            | середня | член Партії регіонів   | Надеждівський фельдшерсько-акушерський пункт, завідувачка |
| 7               | Шевченко Віра Леонтіївна         | 02.11.2010            | вища    | член Партії регіонів   | Надеждівська середня загальнаосвітня школа, вчитель       |
| 8               | Поденежний Леонід Сергійович     | 02.11.2010            | середня | член Партії регіонів   | Надеждівська середня загальнаосвітня школа, сторож        |
| 9               | Михайлець Тетяна Іванівна        | 02.11.2010            | вища    | член Партії регіонів   | Надеждівська сільська рада, секретар                      |
| 10              | Хомайко Михайло Миколайович      | 02.11.2010            | вища    | член Партії регіонів   | приватний підприємець                                     |
| 12              | Федотов Микола Миколайович       | 02.11.2010            | середня | член Партії регіонів   | приватний підприємець                                     |
| 13              | Кучеренко Світлана Володимирівна | 02.11.2010            | середня | член Партії регіонів   | Пичугинський хлібоприймальний пункт, робітник             |
| 14              | Балюк Олена Миколаївна           | 02.11.2010            | середня | член Партії регіонів   | тимчасово не працює                                       |
| 15              | Небрат Оксана Миколаївна         | 02.11.2010            | середня | член Партії регіонів   | Маяківський сільський клуб, завідувачка                   |
| 16              | Турік Галина Василівна           | 02.11.2010            | середня | член Партії регіонів   | тимчасово не працює                                       |
| Самовисування   |                                  |                       |         |                        |                                                           |
| 2               | Баранюк Володимир Андрійович     | 02.11.2010            | середня | позапартійний          | тимчасово не працює                                       |
| 11              | Мітрюхіна Валентина Олексіївна   | 02.11.2010            | вища    | позапартійна           | ТОВ «Єдина будівельна компанія», директор                 |